# Belgische Badmintonmeisterschaft 2015
Die Belgische Badmintonmeisterschaft 2015 fand vom 31. Januar bis zum 1. Februar 2015 in Herstal statt.

## Medaillengewinner
| Disziplin    | Gold                            | Silber                           | Bronze                          |
| ------------ | ------------------------------- | -------------------------------- | ------------------------------- |
| Herreneinzel | Yuhan Tan                       | Maxime Moreels                   | Frederic Gaspard                |
| Herreneinzel | Yuhan Tan                       | Maxime Moreels                   | Daan Philips                    |
| Dameneinzel  | Lianne Tan                      | Sabine Devooght                  | Elke Biesbrouck                 |
| Dameneinzel  | Lianne Tan                      | Sabine Devooght                  | Marie Demy                      |
| Herrendoppel | Matijs Dierickx Freek Golinski  | Patrick Boonen Marijn Put        | Simon Eeckhoudt Nathan Vervaeke |
| Herrendoppel | Matijs Dierickx Freek Golinski  | Patrick Boonen Marijn Put        | Daan de Smet Roel van Heuckelom |
| Damendoppel  | Steffi Annys Flore Vandenhoucke | Elke Biesbrouck Debbie Janssens  | Lisa Demeyere Caro Neyrinck     |
| Damendoppel  | Steffi Annys Flore Vandenhoucke | Elke Biesbrouck Debbie Janssens  | Presence Beelen Ann Knaepen     |
| Mixed        | Nick Marcoen Flore Vandenhoucke | Frederic Gaspard Sabine Devooght | Stijn Lenaerts Tina van Buyten  |
| Mixed        | Nick Marcoen Flore Vandenhoucke | Frederic Gaspard Sabine Devooght | Daan de Smet Debbie Janssens    |